# Austrozele griseipes
Austrozele griseipes är en stekelart som först beskrevs av Günther Enderlein 1920.  Austrozele griseipes ingår i släktet Austrozele och familjen bracksteklar. Inga underarter finns listade.